# 2005年の航空
< 2005年
2004年の航空 - 2005年の航空 - 2006年の航空

## 航空に関する出来事

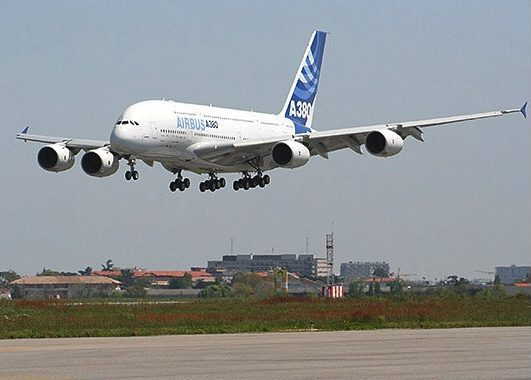
エアバスA380

- 1月29日 - 中華航空が台湾の中正国際空港から北京首都国際空港への直行チャーター便を運航した。直行便としては1949年以来である。
- 2月17日 - 中部国際空港が愛知県常滑市沖合に開港した。
- 3月3日 -  スティーブ・フォセットがヴァージン・アトランティック・グローバルフライヤーにより初の単独での無着陸無給油世界一周飛行に成功した。
- 3月11日 - 中国初の民間資本系航空会社、奥凱航空が運行を開始した。
- 4月21日 - 日本初のプロ・エアショーパイロット、ロック岩崎（岩崎貴弘）が但馬空港での訓練中の事故により死亡した。
- 4月27日 - エアバスA380が初飛行した。離陸時重量421トン（民間旅客機で過去最大）。2007年10月25日にシンガポール航空が運用を開始した。
- 6月5日 - TAP ポルトガル航空がスターアライアンスの16番目の会員となった。
- 8月14日 - キプロスを出発したヘリオス航空 522便のボーイング 737が与圧システム系統の異常から客室及び操縦室の酸素量が低下し、乗員が意識不明に陥いり墜落した。乗員乗客全員121人が死亡した。（「ヘリオス航空522便墜落事故」）
- 8月16日 - パナマを出発したウエストカリビアン航空 708便のマクドネルダグラス MD-82がコロンビアの国境付近に墜落し、乗員乗客160人が死亡した。（「ウエスト・カリビアン航空708便墜落事故」）
- 10月12日 - 中国の2回目の有人宇宙船の神舟6号が打ち上げられ費俊龍 (Fèi Jùnlóng) と聶海勝 (Niè Hǎishèng) が5日間の飛行に成功した。
- 11月26日 - インドの実業家、ヴィジェイパット・シンハニアが熱気球の高度記録、21,000 m (69000 feet)の高度記録を樹立した。

## 2005年に初飛行した機体の画像

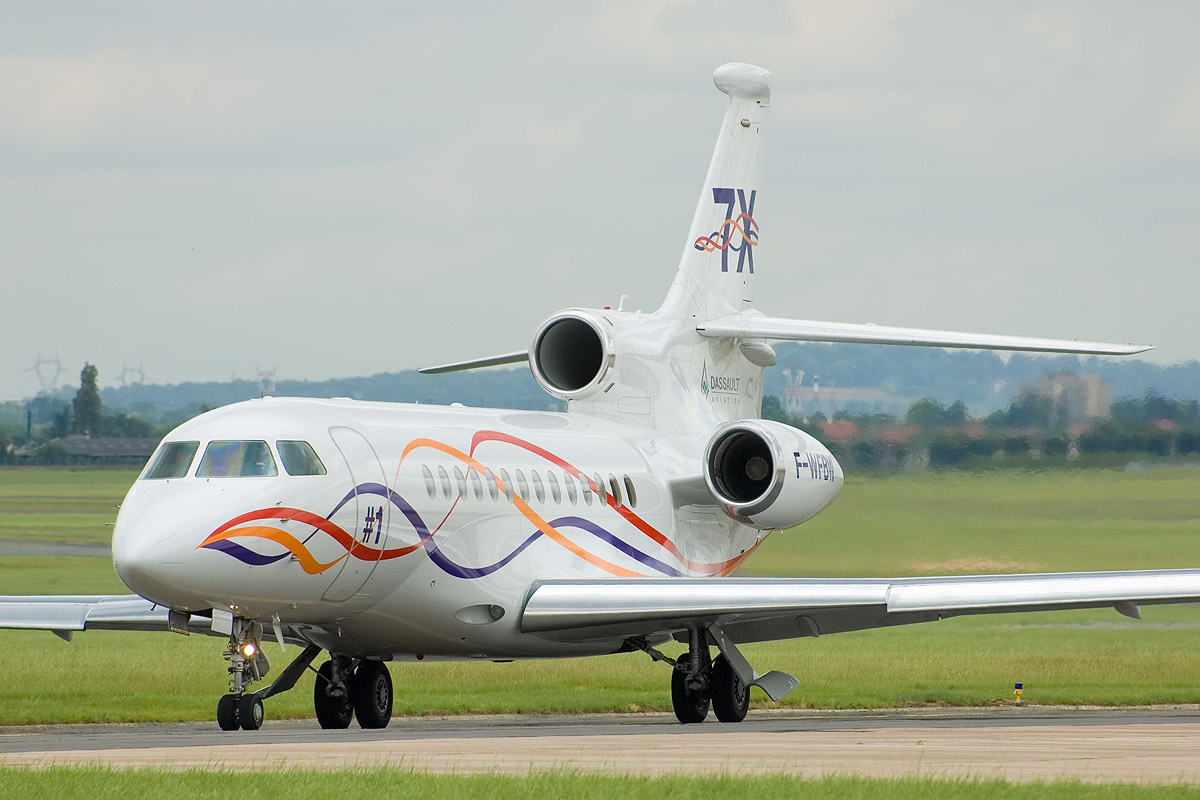
ダッソー ファルコン 7X （5月5日）

## 航空に関する賞の受賞者
- フランス飛行クラブ大賞（Grande Medaille de l'Aero-Club de France ）：Pierre Guyoti
- ハーモン・トロフィー： キャロル・ライマー・デイヴィス、リチャード・アブルッツォ
- デラボー賞： スティーヴ・フォセット
- FAI・ゴールド・エア・メダル：リチャード・メレディス＝ハーディ
- イギリス飛行クラブ金賞：ヴィジェイパット・シンハニア